# Ponzano Monferrato
Ponzano Monferrato (piemontiul: Ponsan) település Olaszországban, Piemont régióban, Alessandria megyében. Lakosainak száma 332 fő (2023. január 1.). Ponzano Monferrato Cereseto, Moncalvo, Serralunga di Crea, Castelletto Merli és Mombello Monferrato községekkel határos.

## Népesség
A település lakossága az elmúlt években az alábbi módon változott:
| Lakosok száma | 342  | 334  | 332  |
|               | 2017 | 2018 | 2023 |